# 克魯托亞里夫卡 (克吉奇夫卡區)
49°18′53″N 35°41′14″E / 49.31472°N 35.68722°E
克魯托亞里夫卡（烏克蘭語：Крутоярівка），是烏克蘭東部的村莊，隸屬哈爾科夫州的別列斯京區。該村始建於1770年，面積1.6平方公里，海拔高度150米，2001年人口313，人口密度每平方公里196.2人。